# اسید استئاریک
اسید استاریک یا اسید استئاریک (به انگلیسی: Stearic acid (که هجای اول کلمهٔ استئاریک در آن، به صورت استیرsteer (استیریک اسید) یا به صورت استایر stair (استایریک اسید) نیز تلفظ می‌شود) یا ۱۸:۰ یک اسید چرب اشباع شده با نام رسمی اسید اکتا دکانوئیک octadecanoic در طبقه‌بندی آیوپاک IUPAC می‌باشد. این ترکیب مومی شکل و جامد بوده و فرمول شیمیایی آن C۱۸H۳۶O۲، یا CH۳ (CH۲) ۱۶COOH می‌باشد. نام آن برگرفته از کلمه یونانی استیر stéar(که در حالت مضافٌ‌الیهی : استئاتوز stéatos خوانده می‌شود) است، که به معنی چربی یا پیه نهنگ آمده‌است. [ماده‌ای که برای شمع‌سازی مورد استفاده قرار می‌گیرد]. املاح (نمک‌ها) و استرهای اسید استاریک، اصطلاحاً استئاراتها stearates نامیده می‌شوند.